# 21st Century Schizoid Man
21st Century Schizoid Man è un brano musicale del gruppo musicale britannico King Crimson, traccia d'apertura del primo album in studio In the Court of the Crimson King, pubblicato nel 1969 dalla Island Records.
Nel 1976 venne pubblicato come singolo insieme a Epitaph in occasione della pubblicazione della raccolta A Young Person's Guide to King Crimson.

## Descrizione
È uno dei più rappresentativi del gruppo e del panorama progressive. Il brano è caratterizzato da una chitarra molto distorta, dal sassofono e dalla voce urlata e distorta di Greg Lake, specie nella prima parte. La seconda parte del brano è una parte strumentale di stile fusion per poi approdare alla terza parte della canzone simile alla prima.
La canzone fu inserita nel videogioco Guitar Hero 5.
L'assolo di chitarra, eseguito da Robert Fripp, è stato inserito all'82ª posizione nella lista dei 100 migliori assoli di chitarra, pubblicata dalla rivista Guitar World.

## Formazione
Gruppo
- Robert Fripp – chitarra
- Ian McDonald – flauto, sassofono, clarinetto, vibrafono, tastiere, mellotron, voce
- Greg Lake – basso, voce
- Michael Giles – batteria, percussioni, voce
- Peter Sinfield – testi

Produzione
- King Crimson – produzione
- Robin Thompson – ingegneria del suono
- Tony Page – assistenza tecnica

## Cover
- Afterhours, gruppo rock alternativo italiano, nell'album del 1991 Cocaine Head[3]
- Emerson, Lake & Palmer, gruppo rock progressivo britannico, nel cofanetto del 1993 The Return of the Manticore e nell'album dal vivo del 1998 Then & Now[4]
- Forbidden, gruppo thrash metal statunitense, nell'album del 1994 Distortion[5]
- Voivod, gruppo thrash metal canadese, nell'album del 1997 Phobos[6]
- April Wine, gruppo hard rock canadese, nella raccolta del 2002 Classic Masters[7]
- Ozzy Osbourne, nell'album del 2005 Under Cover[8]
- Premiata Forneria Marconi, gruppo rock progressivo italiano, nel cofanetto del 2007 35 e un minuto[9]
- Shining, gruppo avant-garde metal norvegese, nell'album del 2010 Blackjazz
- Black midi, gruppo rock sperimentale, nell'EP del 2022 Cavalcovers[10]
- Kanye West ha utilizzato un campionamento del brano nella sua traccia Power, primo singolo estratto dall'album My Beautiful Dark Twisted Fantasy.[11]